# アトニー
アトニー（英: atony）は、筋肉の緊張が消失した状態を示す医学用語。アトニーはしばしば無緊張発作、結腸アトニー、子宮弛緩症、胃腸アトニー、舞踏病と関係している。
アトニーは大半の温血動物で認められるレム睡眠時の骨格筋の麻痺あるいは極度の弛緩を意味することがある。